# Max Jakob Memorial Award
Der Max Jakob Memorial Award wird seit dem Jahre 1961 von der American Society of Mechanical Engineers (ASME) und dem American Institute of Chemical Engineers (AIChE) für herausragende Beiträge auf dem Gebiet der Wärmeübertragung verliehen. Der Preis ist nach Max Jakob benannt.

## Preisträger
- 1961 Ernst R. G. Eckert
- 1962 Llewellyn M.K. Boelter
- 1963 William H. McAdams
- 1964 Ernst Schmidt
- 1965 Hoyt C. Hottel
- 1966 Sir Owen Saunders
- 1967 Thomas B. Drew
- 1968 Shiro Nukiyama
- 1969 Samson Kutateladze
- 1970 Warren M. Rohsenow
- 1971 James W. Westwater
- 1972 Karl A. Gardner
- 1973 Ulrich Grigull
- 1974 Peter Grassmann
- 1975 Robert G. Deissler
- 1976 Ephraim M. Sparrow
- 1977 D. Brian Spalding
- 1978 Niichi Nishiwaki
- 1979 Stuart W. Churchill
- 1980 Ralph A. Seban
- 1981 Chang-Lin Tien
- 1982 Simon Ostrach
- 1983 Bei Tse Chao
- 1984 Alexander Louis London
- 1985 Frank Kreith
- 1986 Raymond Viskanta
- 1987 S. George Bankoff
- 1988 Yasuo Mori
- 1989 James P. Hartnett
- 1990 Richard J. Goldstein
- 1991 Franz X. Mayinger
- 1992 William M. Kays
- 1993 Benjamin Gebhart
- 1994 Geoffrey F. Hewitt
- 1995 Arthur E. Bergles
- 1996 Robert Siegel
- 1997 John R. Howell
- 1998 Alexander I. Leontiev
- 1999 Adrian Bejan
- 2000 Vedat Arpaci
- 2001 John C. Chen
- 2002 Yogesh Jaluria
- 2003 Kenneth J. Bell
- 2004 Vijay K. Dhir
- 2005 Ping Cheng
- 2006 Kwang-Tzu Yang
- 2007 Wen-Jei Yang
- 2008 Suhas Patankar
- 2009 Ivan Catton
- 2010 Amir Faghri
- 2011 Dimos Poulikakos
- 2012 Wataru Nakayama
- 2013 Ken Diller
- 2014 Portonovo Ayyaswamy
- 2016 Je-Chin Han
- 2018 John W. Rose
- 2019 Arun Majumdar
- 2020 Peter C. Wayner
- 2022 Michael Modest
- 2023 G. P. Peterson
- 2024 Walter Grassi